# Norman Zabusky
Norman J. Zabusky (Nueva York, 4 de enero de 1929-Beerseba, 5 de febrero de 2018) fue un físico estadounidense, célebre por la descripción de la solución con solitones de la ecuación de Korteweg-de Vries, en colaboración con Martin Kruskal. Este resultado en los primeros años de su carrera ha continuado con una extensa actividad en la simulación de la dinámica de fluidos, que le llevó a resaltar la importancia de la visualización de resultados. Acuñó el término visiometría para describir el proceso de emplear visualizaciones basadas en computador para obtener resultados cuantitativos.

## Biografía
Zabusky nació en Nueva York en 1929, y estudió en el City College of New York, donde obtuvo el grado de ingeniería en 1951. A continuación completó un Máster en ingeniería electrónica en el Instituto Tecnológico de Massachusetts en 1953. Después de dos años, Zabusky decidió abandonar la ingeniería para continuar con su doctorado en física teórica en el Instituto de Tecnología de California, que culminó en 1959 con una tesis sobre la estabilidad de los flujos de plasma magnetizado.
En 1965, Zabusy y Kruskal fueron pioneros en la simulación numérica de ecauaciones no lineales, y en ese proceso descubrieron las soluciones de solitón de la Ecuación de Korteweg–de Vries. Este descubrimiento impulsó el estudio de las ecuaciones no lineales, abriendo el camino para el estudio analítico de la ecuación KdV. El uso de la simulación numérica llevó a Zabusky a ponderar la importancia de una visualización y cuantificación adecuadas como herramientas en el análisis de fluidos y ondas.
Zabusky trabajó en los Bell Labs de 1961 a 1976, tras lo cual ingresó en el claustro de la Universidad de Pittsburgh como profesor de matemáticas. En 1998, dejó Pittsburgh para convertirse en profesor de dinámica de fluidos computacional en la Rutgers University. Se jubiló en 2006 y fue profesor invitado del Departamento de Sistemas Complejos del Instituto Weizmann.
Falleció el 5 de febrero de 2018 a causa de una fibrosis pulmonar idiopática.